# KNVB Beker 2004/05
De 87ste editie van de KNVB Beker (destijds formeel Amstel Cup genoemd) kende PSV als winnaar, het team dat eerder in het seizoen ook al de Eredivisie had gewonnen en de halve finales van de Champions League had bereikt. PSV won, na 1976, 1988 (de treble) en 1989, voor de vierde keer de dubbel, In de finale werd Willem II verslagen, de formatie uit Tilburg die in de halve finale Ajax de baas was geweest. PSV had in de halve finales Feyenoord uitgeschakeld.

## 1e ronde
Totaal doen er 85 clubs mee aan het bekertoernooi in 2004/2005, twee uit de beloftencompetitie, 46 amateurverenigingen en 31 BVO's starten in de 1e ronde; in 
de achtste finales stromen de zes clubs in die zich geplaatst hebben voor Europees voetbal.
| Datum            | Wedstrijd                         | Uitslag                    | Scoreverloop |
| ---------------- | --------------------------------- | -------------------------- | --- |
| 7 augustus 2004  | AGOVV Apeldoorn – SDC Putten      | 9 – 2 (5 – 1)              | 3' Jurrick Juliana 1-0, 4' John Stegeman 2-0, 7' Wasiu Taiwo 3-0, 10' John Stegeman 4-0, 23' Jurrick Juliana 5-0, 39' Casper Doldersum 5-1, 46' Fabian Maaskamp 5-2, 59' Jurrick Juliana 6-2, 65' Brahim Bouhadan 7-2, 83' Santinho Lopes Monteiro 8-2. 88' Jurrick Juliana 9-2 |
| 7 augustus 2004  | Be Quick '28 – Cambuur Leeuwarden | 1 – 5 (1 – 1)              | 18' Stephan Rahantokman 1-0, 36' Dominique van Dijk 1-1, 58' Dominique van Dijk 1-2, 59' René van Rijswijk 1-3, 79' Dominique van Dijk 1-4, 90' Koen Brack 1-5 |
| 7 augustus 2004  | Be Quick 1887 – Quick '20         | 0 – 4 (0 – 2)              | 29' Dennis Ziegerink 0-1, 38' Oğuzhan Şahin 0-2, 66' Oğuzhan Şahin 0-3, 85' Jordi Kamphuis 0-4 |
| 7 augustus 2004  | Dongen – Jong Feyenoord           | 0 – 5 (0 – 1)              | 45' Tim Vincken 0-1, 51' Jeppe Curth 0-2, 62' Jeppe Curth 0-3, 86' Jeppe Curth 0-4, 90' Jeppe Curth 0-5 |
| 7 augustus 2004  | DOS Kampen – IJsselmeervogels     | 1 – 2 (0 – 1)              | 28' Dennis van der Steen 0-1, 79' Jan de Graaf (pen) 0-2, 84' Arjan ten Hove 1-2 |
| 7 augustus 2004  | Excelsior – SV Triborgh           | 7 – 2 (1 – 0)              | 45' René van Dieren 1-0, 49' Tuncay Arslan 1-1, 51' Eudrey Simmon 1-2, 53' Harrie Gommans (pen) 2-2, 60' Harrie Gommans 3-2, 73' Harrie Gommans 4-2, 75' Mark Otten 5-2, 76' Mounir El Hamdaoui 6-2, 84' Mounir El Hamdaoui 7-2                                                 |
| 7 augustus 2004  | GDA – ADO Den Haag                | 0 – 6 (0 – 3)              | 21' Ferrie Bodde 0-1, 25' Cedric van der Gun 0-2, 31' Rik Platvoet 0-3, 49' Ferrie Bodde 0-4, 72' Jamie Smith 0-5, 89' Roy Stroeve 0-6 |
| 7 augustus 2004  | SC Genemuiden – Go Ahead Eagles   | 0 – 11 (0 – 5)             | 8' Ignacio Tuhuteru 0-1, 25' Ignacio Tuhuteru 0-2, 37' Ignacio Tuhuteru 0-3, 32' Dennis Hulshoff (pen) 0-4, 36' Demy de Zeeuw 0-5, 52' Ceriel Oosthout 0-6, 57' Wouter van den Herik 0-7, 69' Ivo Rossen 0-8, 71' Sander Kok 0-9, 75' Ivo Rossen 0-10, 79' Sander Kok 0-11      |
| 7 augustus 2004  | HSC '21/Brein – ADO '20           | 1 – 2 (0 – 1)              | 25' Frank Schuitemaker 0-1, 57' Michel Steggink (pen) 1-1, 83' Wouter Kos 1-2 |
| 7 augustus 2004  | FC Omniworld – Emmen              | 3 – 4 n.v. (3 – 3) (1 – 1) | 6' Dennis van Vuuren 1-0, 31' Niki Leferink 1-1, 65' René Wessels 1-2, 74' Niki Leferink 1-3, 84' Ergun Cakir 2-3, 90' Sijmen Tol 3-3, 104' Arjan Blaauw 3-4 |
| 7 augustus 2004  | Quick Boys – DBS                  | 9 – 0 (3 – 0)              | 9' Martin Bekx 1-0, 27' Remco Torken 2-0, 28' Martin Bekx 3-0, 48' Hendrik van Beelen 4-0, 70' Derek van der Plas 5-0, 77' Bennie van Fruchten 6-0, 80' Hendrik van Beelen 7-0, 87' Daniël Kulk 8-0, 89' Remco Torken 9-0                                                       |
| 7 augustus 2004  | RBC Roosendaal – JVC Cuijk        | 4 – 0 (2 – 0)              | 34' Eric Hellemons 1-0, 40' Robert Molenaar 2-0, 52' Tim Smolders 3-0, 88' Tim Smolders 4-0 |
| 7 augustus 2004  | Rohda Raalte – Jong Ajax          | 2 – 1 (1 – 1)              | 9' Björn Rutten 1-0, 19' Stanley Aborah 1-1, 84' Stef Hendriks 2-1 |
| 7 augustus 2004  | Rijnsburgse Boys – VVV Venlo      | 1 – 2 (0 – 0)              | 54' Bas Jacobs 0-1, 68' Maikel Zinhagel 1-1, 71' Bas Jacobs 1-2 |
| 7 augustus 2004  | Spakenburg – Vitesse              | 0 – 1 (0 – 1)              | 32' Matthew Amoah 0-1 |
| 7 augustus 2004  | Sparta Rotterdam – SV TOP         | 7 – 0 (3 – 0)              | 2' Yevgeniy Levchenko 1-0, 20' Danny Koevermans 2-0, 34' Ricky van den Bergh 3-0, 63' Yevgeniy Levchenko 4-0, 77' Danny Koevermans 5-0, 83' Danny Koevermans 6-0, 86' Danny Schenkel 7-0                                                                                        |
| 7 augustus 2004  | TOGR – TOP Oss                    | 1 – 4 (0 – 3)              | 3' Orlando Smeekes 0-1, 10' Leon van Dalen 0-2, 35' Orlando Smeekes 0-3, 49' Oswaldo de Pina (pen) 1-3, 78' Marinus Dijkhuizen 1-4 |
| 7 augustus 2004  | UDI '19/Beter Bed – Roda JC       | 1 – 5 (1 – 3)              | 7' Kevin van Dessel 0-1, 21' Kristian Michiels 1-1, 24' Sergio Pacheco de Oliveira 1-2, 40' Sergio Pacheco de Oliveira 1-3, 49' Cristiano Dos Santos Rodrigues 1-4, 51' Sergio Pacheco de Oliveira 1-5                                                                          |
| 7 augustus 2004  | WHC – Sneek                       | 5 – 0 (3 – 0)              | 7' Jochem de Weerdt 1-0, 20' Anton de Haan (e.d.) 2-0, 22' Stefan Buitenhuis 3-0, 63' Stefan Buitenhuis 4-0, 89' Jochem de Weerdt 5-0 |
| 7 augustus 2004  | Willem II – SV Meerssen           | 5 – 0 (2 – 0)              | 6' Iwan Redan 1-0, 33' Kevin Bobson 2-0, 54' Anouar Hadouir 3-0, 64' Martijn Reuser 4-0, 75' Kemy Agustien 5-0 |
| 10 augustus 2004 | ACV – FC Groningen                | 1 – 5 (0 – 3)              | 22' Mile Krstev 0-1, 31' Sander van Gessel 0-2, 33' Paul Matthijs 0-3, 62' Ype Jansma 1-3, 82' Gijs Luirink 1-4, 87' Valéry Sedoc 1-5 |
| 10 augustus 2004 | AFC – Stormvogels Telstar         | 0 – 2 (0 – 0)              | 57' Leon Kantelberg 0-1, 75' Sjaak Lettinga 0-2 |
| 10 augustus 2004 | Ajax (amateurs) – FC Zwolle       | 0 – 3 (0 – 1)              | 14' Bert Zuurman 0-1, 83' Ruud Berger (pen) 0-2, 89' Arco Jochemsen 0-3 |
| 10 augustus 2004 | Babberich – FC Volendam           | 0 – 3 (0 – 0)              | 49' Jeroen Ketting 0-1, 65' Jeroen Ketting 0-2, 74' Karim Bridji 0-3 |
| 10 augustus 2004 | Baronie – Elinkwijk               | 1 – 1 n.v. (1 – 1) (0 – 0) | 56' Mendel Witzenhausen 0-1, 85' Bob Huijbregts 1-1 Baronie wint na strafschoppen |
| 10 augustus 2004 | Bennekom/Tecpool – BV Veendam     | 0 – 7 (0 – 2)              | 8' Ronald Hamming 0-1, 26' Ronald Hamming 0-2, 71' Erwin Buurmeijer 0-3, 79' Ronnie Pander 0-4, 81' Berry Hoogeveen 0-5, 82' Ronald Hamming 0-6, 85' Ronald Hamming 0-7 |
| 10 augustus 2004 | FC Dordrecht – Scheveningen       | 7 – 1 (3 – 1)              | 17' Dennis de Nooijer 1-0, 21' Dennis de Nooijer 2-0, 30' Sander Klapwijk 2-1, 33' Dennis van der Pennen 3-1, 65' Albaji Sesay 4-1, 66' Dennis de Nooijer 5-1, 87' Albaji Sesay 6-1, 90' Arjan van der Laan 7-1                                                                 |
| 10 augustus 2004 | DOVO – FC Lisse                   | 0 – 4 (0 – 0)              | 70' Kwong-Wah Steinraht 0-1, 75' Kwong-Wah Steinraht 0-2, 82' Robin Bakker 0-3, 88' Robin Bakker 0-4 |
| 10 augustus 2004 | De Graafschap – Harkemase Boys    | 4 – 0 (0 – 0)              | 70' Patrick Ax 1-0, 73' Richard Haklander 2-0, 86' Richard Haklander 3-0, 90' Garry de Graef 4-0 |
| 10 augustus 2004 | GSV '28 – Fortuna Sittard         | 0 – 3 (0 – 0)              | 70' Gino Taihuttu 0-1, 74' Gino Taihuttu 0-2, 81' Gino Taihuttu 0-3 |
| 10 augustus 2004 | Haarlem- Hollandia                | 4 – 0 (1 – 0)              | 5' Paul Mulders 1-0, 50' Ferdinand Katipana 2-0, 53' Paul Mulders 3-0, 83' Laurens ten Heuvel 4-0 |
| 10 augustus 2004 | Heracles Almelo – Sporting Maroc  | 9 – 1 (2 – 1)              | 11' Lasbery Okwara 0-1, 20' Nico Jan Hoogma 1-1, 36' Kwame Quansah 2-1, 49' Richard Roelofsen 3-1, 52' Thijs Sluijter 4-1, 60' Kwame Quansah 5-1, 62' Gertjan Tamerus 6-1, 69' Peter Reekers 7-1, 72' Rudy Jansen 8-1, 77' Kwame Quansah 9-1                                    |
| 10 augustus 2004 | Ter Leede – NAC Breda             | 0 – 3 (0 – 3)              | 26' Mike Zonneveld 0-1, 29' Orlando Engelaar (pen) 0-2, 43' Mike Zonneveld 0-3 |
| 10 augustus 2004 | RKC Waalwijk- Achilles '29        | 4 – 0 (1 – 0)              | 41' Patrick van Diemen 1-0, 69' Jochen Janssen 2-0, 80' Jason Oost 3-0, 87' Marc van Hintum 4-0 |
| 10 augustus 2004 | Schijndel/SBA – Helmond Sport     | 2 – 2 n.v. (1 – 1) (0 – 1) | 42' Ovidiu Stîngă 0-1, 46' Jeroen van Moorsel 1-1, 94' Roy Hendriksen 1-2, 103' Aty Hastenberg 2-2 Helmond Sport wint na strafschoppen |
| 10 augustus 2004 | De Treffers/Kegro – MVV           | 2 – 0 (1 – 0)              | 5' Said Ercharqui 1-0, 75' Michael Evans 2-0 |
| 10 augustus 2004 | FC Twente – Sparta Nijkerk        | 8 – 0 (4 – 0)              | 15' Blaise Nkufo 1-0, 32' Jason Čulina 2-0, 39' Blaise Nkufo 3-0, 44' Jason Čulina 4-0, 47' Jason Čulina 5-0, 63' Simon Cziommer 6-0, 78' Simon Cziommer 7-0, 86' Bas Sibum 8-0                                                                                                 |
| 10 augustus 2004 | UNA – FC Den Bosch                | 0 – 9 (0 – 4)              | 13' Dennis Schulp 0-1, 21' Marcel Cas 0-2, 34' Brayton Biekman 0-3, 40' Dennis Schulp 0-4, 52' Brayton Biekman 0-5, 66' Dennis Schulp 0-6, 72' Marcel Cas 0-7, 81' Berry Powel 0-8, 87' Koen van de Laak 0-9                                                                    |
| 10 augustus 2004 | Westlandia – FC Eindhoven         | 2 – 2 n.v. (1 – 1) (0 – 1) | 34' Georges Tychon 0-1, 79' Johan Voskamp 1-1, 108' Georges Tychon 1-2, 115' Joost van Schie 2-2 FC Eindhoven wint na strafschoppen |

## 2e ronde
| Datum             | Wedstrijd                                | Uitslag            | Scoreverloop |
| ----------------- | ---------------------------------------- | ------------------ | --- |
| 21 september 2004 | AGOVV Apeldoorn – Vitesse                | 0 – 2 (0 – 0)      | 78' Michael Jansen 0-1, 89' Matthew Amoah 0-2 |
| 21 september 2004 | Cambuur Leeuwarden – Stormvogels Telstar | 0 – 2 (0 – 0)      | 58' Sjaak Lettinga 0-1, 90' André de Ridder 0-2 |
| 21 september 2004 | FC Dordrecht – Quick Boys                | 6 – 1 (2 – 1)      | 15' Dennis de Nooijer 1-0, 20' Maarten Bak 1-1, 37' Dennis de Nooijer 2-1, 49' Dennis de Nooijer 3-1, 51' Rui Monteiro 4-1, 65' Dennis de Nooijer 5-1, 72' Dennis de Nooijer 6-1                          |
| 21 september 2004 | Emmen – WHC                              | 5 – 1 (4 – 0)      | 20' Jeroen Fühler 1-0, 22' Jeroen Fühler 2-0, 24' Joseph Oosting 3-0, 34' Jeroen Fühler 4-0, 78' Joseph Kaniyke 4-1, 82' Jeroen Fühler 5-1                                                                |
| 21 september 2004 | Fortuna Sittard – Heracles Almelo        | 1 – 3 (1 – 0)      | 42' Mauro Simone 1-0, 55' Thijs Sluijter 1-1, 80' Jeffrey de Visscher 1-2, 90' Richard Roelofsen 1-3 |
| 21 september 2004 | De Graafschap – Go Ahead Eagles          | 0 – 4 (0 – 2)      | 14' Gerrit Bartels 0-1, 30' Niels Kokmeijer 0-2, 59' Bram Marbus 0-3, 78' Gerrit Bartels 0-4 |
| 21 september 2004 | FC Lisse – FC Volendam                   | 1 – 2 (1 – 2)      | 3' Jan Smit 0-1, 15' Kevin Winter 1-1, 22' Sebastiaan Steur 1-2 |
| 21 september 2004 | RKC Waalwijk – FC Eindhoven              | 1 – 0 (1 – 0)      | 38' Eddy Putter 1-0 |
| 21 september 2004 | TOP Oss – Haarlem                        | 4 – 2 (1 – 1)      | 7' Revy Rosalia 0-1, 22' Marcel van der Sloot 1-1, 54' Geoffrey Verweij 1-2, 75' Arturo ten Heuvel (e.d.) 2-2, 79' Henk Vos 3-2, 89' Orlando Smeekes 4-2                                                  |
| 21 september 2004 | VVV Venlo – Jong Feyenoord               | 0 – 2 (0 – 1)      | 42' Ebi Smolarek 0-1, 60' Jeppe Curth 0-2 |
| 21 september 2004 | Willem II – Sparta Rotterdam             | 2 – 0 (0 – 0)      | 71' Martijn Reuser 1-0, 73' James Quinn 2-0 |
| 21 september 2004 | IJsselmeervogels – BV Veendam            | 3 – 4 (1 – 4)      | 15' Berry Hoogeveen 0-1, 18' Dennis van der Steen 1-1, 21' Marnix Kolder (pen) 1-2, 28' Erwin Buurmeijer 1-3, 45' Erwin Buurmeijer 1-4, 78' Steve van den Broek Humphrey (e.d.) 2-4, 90' Jan de Graaf 3-4 |
| 22 september 2004 | ADO '20 – Rohda Raalte                   | 3 – 0 (1 – 0)      | 20' Wouter Kos 1-0, 58' Peter Zonneveld 2-0, 63' Wouter Kos 3-0 |
| 22 september 2004 | ADO Den Haag – FC Zwolle                 | 3 – 0 n.v.         | 111' Cedric van der Gun 1-0.118' Geert den Ouden 2-0, 120' Cedric van der Gun 3-0 |
| 22 september 2004 | FC Den Bosch – Quick '20                 | 8 – 0 (5 – 0)      | 6' Mourad Mghizrat 1-0, 9' Mourad Mghizrat 2-0, 29' Koen van de Laak 3-0, 31' Mourad Mghizrat 4-0, 38' Peter Uneken 5-0, 65' Charlie van den Ouweland 6-0, 67' Berry Powel 7-0, 86' Mourad Mghizrat 8-0   |
| 22 september 2004 | FC Groningen – NAC Breda                 | 1 – 2 n.v. (0 – 0) | 103' Stefano Seedorf 1-0, 104' David Mendes da Silva 1-1, 106' Anthony Lurling 1-2 |
| 22 september 2004 | Helmond Sport – De Treffers/Kegro        | 3 – 1 (1 – 1)      | 22' Ivan Cvetkov 1-0, 23' Wout van Steenveldt 1-1, 46' Ricky Bochem 2-1, 73' Patrick Hobbelen 3-1 |
| 22 september 2004 | N.E.C. – RBC Roosendaal                  | 4 – 0 (3 – 0)      | 12' Patrick Pothuizen 1-0, 14' Robbie Wielaert (pen) 2-0, 34' Romano Denneboom 3-0, 66' Romano Denneboom 4-0                                                                                              |
| 22 september 2004 | Roda JC – Excelsior                      | 3 – 0 (2 – 0)      | 12' Arouna Koné 1-0, 30' Cristiano Dos Santos Rodrigues 2-0, 51' Cristiano Dos Santos Rodrigues 3-0 |
| 22 september 2004 | FC Twente – Baronie                      | 3 – 0 (1 – 0)      | 18' Dmitri Shoukov 1-0, 58' Jason Čulina 2-0, 77' Jason Čulina 3-0 |

De op 22.09.2004 gespeelde wedstrijd ADO '20-Rohda Raalte is in de 82e minuut bij de stand 3-0 gestaakt wegens het uitvallen van de lichtinstallatie.

## 3e ronde
| Datum            | Wedstrijd                          | Uitslag                    | Scoreverloop |
| ---------------- | ---------------------------------- | -------------------------- | --- |
| 9 november 2004  | ADO Den Haag – Emmen               | 3 – 1 (1 – 1)              | 6' Cedric van der Gun 1-0, 30' Joseph Oosting (pen) 1-1, 72' Roy Stroeve 2-1, 74' Geert den Ouden 3-1 |
| 9 november 2004  | Go Ahead Eagles – Roda JC          | 2 – 0 (1 – 0)              | 28' Niels Kokmeijer 1-0, 64' Ignacio Tuhuteru 2-0 |
| 9 november 2004  | Helmond Sport – TOP Oss            | 2 – 4 n.v. (2 – 2) (1 – 1) | 10' Roy Hendriksen (pen) 1-0,31' Marinus Dijkhuizen 1-1, 66' Anton Vriesde 2-1, 81' Mischa Rook 2-2, 105' Marinus Dijkhuizen 2-3, 109' Marcel van der Sloot (pen) 2-4                                          |
| 9 november 2004  | Stormvogels Telstar – FC Dordrecht | 0 – 2 (0 – 1)              | 36' Rui Monteiro 0-1, 78' Rui Monteiro 0-2 |
| 9 november 2004  | FC Volendam – Heracles Almelo      | 3 – 1 (2 – 0)              | 20' Cerezo Fung A Wing 1-0, 40' Jeroen Ketting 2-0, 53' Richard Roelofsen 2-1, 78' Karim Bridji 3-1 |
| 10 november 2004 | ADO '20 – NAC Breda                | 0 – 3 (0 – 1)              | 28' Mike Zonneveld 0-1, 76' Arne Slot 0-2, 78' Anthony Lurling 0-3 |
| 10 november 2004 | FC Den Bosch – Vitesse             | 1 – 0 (1 – 0)              | 33' Charlie van den Ouweland 1-0 |
| 10 november 2004 | Jong Feyenoord – RKC Waalwijk      | 1 – 1 n.v. (1 – 1) (1 – 0) | 1' Ebi Smolarek 1-0, 89' Rick Hoogendorp 1-1 RKC Waalwijk wint na strafschoppen |
| 10 november 2004 | N.E.C. – FC Twente                 | 0 – 2 (0 – 0)              | 62' Blaise Nkufo 0-1, 90' Kim Christensen 0-2 |
| 10 november 2004 | BV Veendam – Willem II             | 4 – 5 (2 – 1)              | 16' Marnix Kolder 1-0, 20' Erwin Buurmeijer 2-0, 35' James Quinn 2-1, 48' Tom Caluwé 2-2, 68' James Quinn 2-3, 71' Martijn Reuser 2-4, 85' Erwin Buurmeijer 3-4, 86' Martijn Reuser 3-5, 90' Marnix Kolder 4-5 |

## Achtste finales
De zes clubs die in dit seizoen ook Europese verplichtingen hadden (PSV, Ajax, Feyenoord, Heerenveen, AZ en FC Utrecht) waren de eerste drie ronden vrijgesteld van de bekercompetitie en stroomden de achtste finales dus in. Samen met de tien winnaars van de eerste drie rondes werden de onderstaande wedstrijden gespeeld. Latere winnaar PSV had een gelukkige loting tegen FC Volendam, dat in de eerste divisie speelde. Feyenoord moest het opnemen tegen AZ, dat dat seizoen de halve finale UEFA-Cup haalde, en won in Alkmaar met 3-1. Ajax schakelde Heerenveen uit door twee doelpunten vlak voor tijd. Verder bereikte nog NAC Breda en Willem II de volgende ronde, evenals de eerste divisieclubs ADO Den Haag, TOP Oss en FC Den Bosch.
| Datum           | Wedstrijd                   | Uitslag                    | Scoreverloop                                                                                              |
| --------------- | --------------------------- | -------------------------- | --- |
| 25 januari 2005 | FC Dordrecht – FC Den Bosch | 1 – 3 (0 – 2)              | 3' Mourad Mghizrat 0-1, 12' Mourad Mghizrat 0-2, 72' Dennis de Nooijer 1-2, 86' Koen van de Laak 1-3      |
| 25 januari 2005 | Go Ahead Eagles – Willem II | 0 – 1 (0 – 0)              | 79' Sieme Zijm (e.d.) 0-1                                                                                 |
| 25 januari 2005 | PSV – FC Volendam           | 4 – 0 (2 – 0)              | 3' Jan Vennegoor of Hesselink 1-0, 44' Ji-Sung Park 2-0, 49' Mark van Bommel 3-0, 52' Mark van Bommel 4-0 |
| 26 januari 2005 | ADO Den Haag – FC Twente    | 1 – 1 n.v. (1 – 1) (0 – 1) | 22' Sharbel Touma 0-1, 65' Cedric van der Gun 1-1 ADO Den Haag wint na strafschoppen                      |
| 26 januari 2005 | AZ – Feyenoord              | 1 – 3 (0 – 2)              | 36' Dirk Kuijt 0-1, 41' Danko Lazović 0-2, 83' Denny Landzaat 1-2, 89' Dirk Kuijt 1-3                     |
| 26 januari 2005 | NAC Breda – FC Utrecht      | 2 – 1 n.v. (1 – 1) (1 – 1) | 9' Dave van den Bergh 0-1, 33' Mike Zonneveld 1-1, 116' Yuri Cornelisse 2-1                               |
| 26 januari 2005 | TOP Oss – RKC Waalwijk      | 1 – 1 n.v. (1 – 1) (1 – 1) | 23' Marcel van der Sloot 1-0, 41' Rick Hoogendorp (pen) 1-1 TOP Oss wint na strafschoppen                 |
| 27 januari 2005 | Ajax – sc Heerenveen        | 2 – 0 (0 – 0)              | 88' Angelos Charisteas 1-0, 90' Ryan Babel 2-0                                                            |

## Kwartfinales
De traditionele top 3, PSV, Ajax en Feyenoord, ontlopen elkaar in deze ronde, en alle drie de overgebleven Eerste divisieclubs werden aan een Eredivisieteam gekoppeld. Alle vier de wedstrijden leverden een duidelijke score op en de verwachte winnaars gingen door naar de halve finale.
| Datum        | Wedstrijd                | Uitslag       | Scoreverloop |
| ------------ | ------------------------ | ------------- | --- |
| 2 maart 2005 | ADO Den Haag – Ajax      | 0 – 2 (0 – 0) | 54' Wesley Sneijder 0-1, 90' Mauro Damián Rosales 0-2 |
| 2 maart 2005 | Willem II – FC Den Bosch | 3 – 0 (2 – 0) | 11' Iwan Redan 1-0, 23' Albert van der Haar 2-0, 81' Hans Denissen 3-0 |
| 3 maart 2005 | Feyenoord – NAC Breda    | 4 – 0 (1 – 0) | 44' Salomon Kalou 1-0, 49' Dirk Kuijt 2-0, 57' Salomon Kalou 3-0, 87' Dirk Kuijt 4-0 |
| 3 maart 2005 | PSV – TOP Oss            | 6 – 1 (4 – 0) | 2' Michael Lamey 1-0, 11' Robert de Pinho de Souza (pen) 2-0, 26' Robert de Pinho de Souza 3-0, 36' DaMarcus Beasley 4-0, 58' Robert de Pinho de Souza 5-0, 62' Leon van Dalen 5-1, 83' Mark van Bommel 6-1 |

## Halve finale
|                     |                  |                       |                                 |                                                                         |
| 20 april 2005 20:45 | Feyenoord        | 1 – 1 (1 – 1) (1 – 0) | PSV (wint na strafschoppen 4-2) | De Kuip, Rotterdam Toeschouwers: 35.000 Scheidsrechter: Dick van Egmond |
| 20 april 2005 20:45 | Salomon Kalou 4' |                       | 89' DaMarcus Beasley            | De Kuip, Rotterdam Toeschouwers: 35.000 Scheidsrechter: Dick van Egmond |

|                     |                |               |      |                                                                               |
| 21 april 2005 20:45 | Willem II      | 1 – 0 (1 – 0) | Ajax | Willem II Stadion, Tilburg Toeschouwers: 14.500 Scheidsrechter: Roelof Luinge |
| 21 april 2005 20:45 | Tom Caluwé 38' |               |      | Willem II Stadion, Tilburg Toeschouwers: 14.500 Scheidsrechter: Roelof Luinge |

## Finale

### Wedstrijd
|                                     |           |                                                                                    |     |                                                                        |
| 29 mei 2005 18:00 Finale KNVB Beker | Willem II | 0 – 4 (0 – 1)                                                                      | PSV | De Kuip, Rotterdam Toeschouwers: 35.000 Scheidsrechter: Eric Braamhaar |
| 29 mei 2005 18:00 Finale KNVB Beker |           | 45' Wilfred Bouma 51' Phillip Cocu 74' Ji-Sung Park 90' Jan Vennegoor of Hesselink |     | De Kuip, Rotterdam Toeschouwers: 35.000 Scheidsrechter: Eric Braamhaar |

| Willem II | PSV |

| Willem II:      |    |                       |            |
|                 |    |                       |            |
| GK              | 1  | Oscar Moens           |            |
| RB              | 2  | Nuelson Wau           | Kreeg geel |
| CB              | 4  | Frank van der Struijk | Kreeg geel |
| CB              | 19 | Frank van Mosselveld  | 70'        |
| LB              | 3  | Albert van der Haar   |            |
| CM              | 8  | Raymond Victoria      | 46'        |
| CM              | 10 | Tom Caluwé            |            |
| CM              | 21 | Kemy Agustien         | 85'        |
| RW              | 20 | Jatto Ceesay          |            |
| CF              | 6  | Martijn Reuser        | Kreeg geel |
| LW              | 11 | Kevin Bobson          |            |
| Wisselspelers:  |    |                       |            |
| DF              | 5  | Michel Kreek          | 46'        |
| FW              | 15 | Iwan Redan            | 70'        |
| MF              | 12 | Sven Delanoy          | 85'        |
| Coach:          |    |                       |            |
| Robert Maaskant |    |                       |            |

| PSV:           |    |                            |     |
|                |    |                            |     |
| GK             | 1  | Gomes                      |     |
| RB             | 3  | Lee Young-pyo              |     |
| CB             | 4  | Alex                       |     |
| CB             | 16 | Theo Lucius                |     |
| LB             | 5  | Wilfred Bouma              | 85' |
| CM             | 14 | Johann Vogel               |     |
| CM             | 6  | Mark van Bommel            |     |
| CM             | 8  | Phillip Cocu               | 70' |
| RW             | 7  | Ji-Sung Park               |     |
| CF             | 9  | Jan Vennegoor of Hesselink |     |
| LW             | 17 | Jefferson Farfán           |     |
| Wisselspelers: |    |                            |     |
| MF             | 32 | Ibrahim Afellay            | 70' |
| DF             | 2  | André Ooijer               | 85' |
| Coach:         |    |                            |     |
| Guus Hiddink   |    |                            |     |

| KNVB Beker 2004/05 |
| ------------------ |
| PSV Achtste titel  |